# ۱۱۲ (شماره تماس اضطراری)

۱۱۲ (شماره تماس اضطراری)

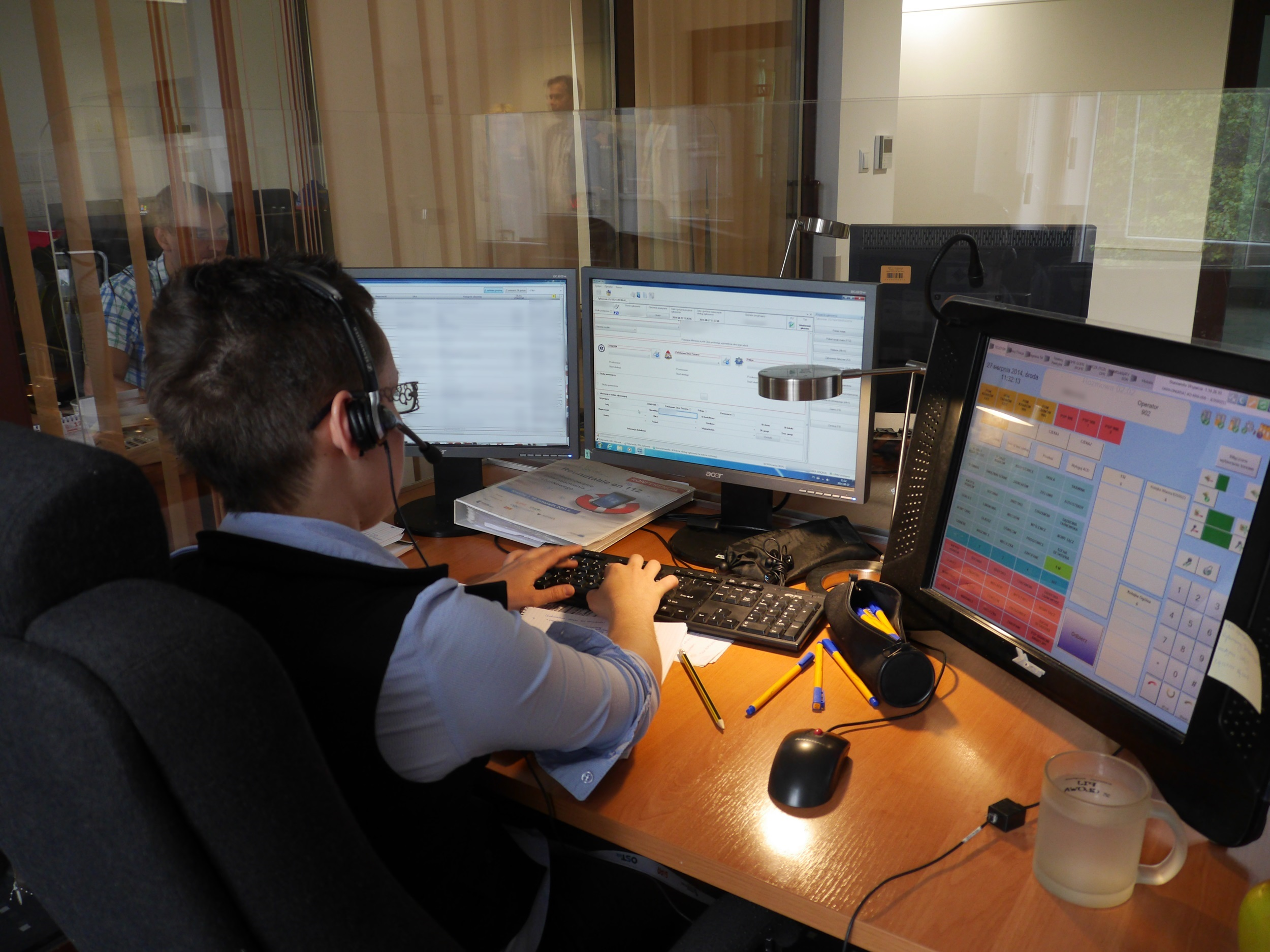
اپراتوری که به یک تماس تلفنی ۱۱۲ پاسخ می‌دهد

۱۱۲ یک شماره تماس اضطراری رایج است که می‌تواند از بیشتر تلفن‌های همراه به صورت رایگان شماره‌گیری شود و در برخی از کشورها تلفن‌های ثابت برای دستیابی به خدمات اضطراری (آمبولانس، آتش‌نشانی و امداد و نجات، پلیس) وجود دارد.
۱۱۲ بخشی از استاندارد جی‌اس‌ام است و تمام گوشیهای تلفنی سازگار با جی اس ام حتی در صورت قفل بودن یا در برخی کشورها بدون داشتن سیم کارت قادر به شماره‌گیری ۱۱۲ هستند. این شماره اضطراری مشترک تقریباً در تمام کشورهای عضو اتحادیه اروپا و همچنین چندین کشور دیگر اروپایی و جهان است. شماره ۱۱۲ معمولاً در کنار شماره‌های قدیمی که در هر کشور برای دسترسی به خدمات اضطراری تعیین شده استفاده می‌شود. در برخی از کشورها، تماس با شماره ۱۱۲ به‌طور مستقیم متصل نمی‌شود بلکه توسط شبکه جی اسم ام به شماره‌های اضطراری محلی وصل می‌شود (به عنوان مثال ۹۱۱ در آمریکای شمالی، ۹۹۹ در بریتانیا، هُنگ کنگ و ایرلند یا ۰۰۰ در استرالیا). شماره ۱۱۲ در ایران به عنوان شماره اضطراری سازمان امداد و نجات جمعیت هلال احمر استفاده می‌شود و حتی بدون وجود سیم کارت و برقراری آنتن نیز قابل استفاده است.